# Dwarf Fortress
Slaves to Armok: God of Blood - Chapter II: Dwarf Fortress, noto semplicemente come Dwarf Fortress è un videogioco freeware ambientato in un universo fantasy che combina i generi roguelike e costruzione, ed è noto principalmente per la sua complessità e difficoltà. Il gioco si compone principalmente in due modalità: Fortress, nella quale il giocatore dovrà gestire una fortezza nanica, e Adventure, nella quale si vestiranno i panni di un personaggio che potrà liberamente spostarsi e agire nel mondo. Una terza modalità, Legends, permette di visionare dettagliatamente la storia del mondo.
Dwarf Fortress è modellato su un complesso motore fisico e usa come grafica il Code page 437, quindi solamente testo in diversi colori. Il gioco si sviluppa in mondi generati progressivamente completi di eventi e figure storiche. il gioco è programmato da Tarn Adams, con l'aiuto di suo fratello Zach Adams. Lo sviluppo iniziò nell'agosto del 2002: nel gennaio 2015 è stata distribuita la versione 0.40.24 del videogioco. Nel luglio del 2011 Tarn ha dichiarato che il gioco sarebbe stato il lavoro della sua vita e ha ipotizzato che sarebbero serviti altri 20 anni prima del completamento. Le donazioni dei fan sono l'unico sostegno economico al progetto. Prima di Dwarf Fortress, Tarn Adams stava lavorando ad un altro progetto, chiamato "Slaves to Armok: God of Blood", ovvero un Role-Playing game, ma nel 2004 decise di deviare sul progetto Dwarf Fortress poiché il primo progetto era diventato difficile da mantenere.
Il gioco ha una Fanbase di Culto e un'attiva community online. Il motto della fanbase è: "Losing is fun"

## Modalità di gioco

### Generazione del mondo
Il gioco ha come prima fase la generazione di un mondo casuale; si può comunque intervenire nelle varie caratteristiche quali: dimensione, numeri di civiltà, numero di Titani e Megabestie, frequenza dei minerali, ferocia del mondo e quanto tempo il mondo deve essere simulato e sviluppato dal computer. I parametri avanzati permettono modifiche più specifiche. Il generatore utilizza inizialmente un algoritmo frattale per creare i rilievi del mondo, in seguito si procede con il generare le temperature, le piogge, il drenaggio del terreno, la vegetazione e la salinità. Questi valori andranno poi a determinare i biomi delle varie regioni. Infine si applica alle zone un tratto tra cattivo, neutrale o buono, e uno tra benigno, selvaggio o feroce. Dalle montagne vengono generati i fiumi e i torrenti con i rispettivi corsi e infine le popolazioni di animali selvaggi ed entità senzienti sono collocate.
A questo punto, con la fine della generazione fisica del mondo, il gioco procede col simulare quanto appena creato fino alla data prefissata.

### Fortress mode
La modalità Fortress è la principale e dà il nome al gioco. Il giocatore deve scegliere una zona del mondo e pianificare una spedizione di sette nani decidendo le loro abilità e gli oggetti da portare. In seguito si dovrà gestire la fortezza facendo attenzione ai vari problemi quali assedi, imboscate, animali feroci, produzione di cibo, alcol (molto importante poiché è la principale bevanda dei nani), vestiario e oggetti vari. In questa modalità non esiste un vero e proprio obiettivo all'infuori di quello che il giocatore si prefigge; esistono invece molti modi, alcuni inaspettati, in cui è possibile perdere, da questo il motto del gioco "losing is fun", perdere è divertente.

### Adventurer Mode
La modalità Adventurer mette il giocatore nei panni di un avventuriero: nano, umano o elfo. Sarà il giocatore a scegliere le caratteristiche (fisiche e mentali) del proprio personaggio e le sue abilità. Come per la modalità Fortress, lo scopo è quello di sopravvivere il più a lungo possibile. Sarà possibile completare missioni, che renderanno il personaggio famoso e gli permetteranno di radunare a sé un gruppo di compagni. Inoltre, condividendo il mondo di gioco con la modalità Fortress, è possibile trovare i propri vecchi avamposti caduti, ed esplorarli nuovamente. Il combattimento si basa su un completo sistema a turni, e offre al giocatore la possibilità di scegliere il punto preciso del nemico da attaccare e quale tipo di colpo sferrare. Questo permette varie scelte tattiche, come colpire i punti più scoperti dell'avversario per eliminarlo rapidamente o disarmare il nemico per poi finirlo con un singolo colpo alla testa.

## Versione migliorata
A marzo 2019, gli Adams annunciarono il rilascio su Steam e itch.io di una versione a pagamento di Dwarf Fortress con grafica migliorata e nuovi titlesets per Windows, pubblicata da Kitfox Games. Gli Adams hanno dichiarato che questa versione non influirà in alcun modo lo sviluppo del gioco gratuito, come sempre disponibile sul sito ufficiale. La versione migliorata è stata rilasciata il 6 dicembre 2022.